# Ratley
Ratley – wieś w Anglii, w hrabstwie Warwickshire, w dystrykcie Stratford-on-Avon. Leży 21 km na południowy wschód od miasta Warwick i 114 km na północny zachód od Londynu.